# Бааде, Кнут Андреессен
Кнуд Андреассен Боде (норв. Knud Andreassen Baade; 28 марта 1808 — 24 ноября 1879) — норвежский пейзажист и маринист.
Боде был учеником Ю. К. Даля и большую часть своей творческой жизни прожили в Германии. Он особенно известен романтическими, драматическими и атмосферными морскими пейзажами в лунном свете и его называют «художником лунного света». В Национальном музее искусства, архитектуры и дизайна в Осло хранится ряд картин Боде, также его работы представлены в нескольких зарубежных коллекциях произведений искусства. Одна из лучших его картин, изображающая фантастический сюжет, взятый из норвежских легенд, находится в Мюнхенской новой пинакотеке.

## Биография
Кнуд Андреассен Боде родился в Шолле (норв. Skjold), бывшем муниципалитете, ныне входящем в состав муниципалитета Виндафьорд в губернии Ругаланн, Норвегия. Ещё в раннем возрасте он с семьёй переехал в Берген. Боде начал свое художественное образование в возрасте пятнадцати лет у датско-шведского художника Карла Петера Леманна (1794—1876). В 1827 году Боде уехал в Копенгаген, где проучился в Датской королевской академии изящных искусств около трех лет, пока финансовые трудности не вынудили его переехать в Христианию (ныне Осло) и заняться портретной живописью. В 1829 году Боде вернулся в Норвегию, где работал портретистом в Кристиании.
Когда его отец Андреас Боде был назначен судьёй в Индре Согне в 1831 году, Кнуд сопровождал семью в их новый дом в Сольворне у Люстра-фьорда, и великолепная природа произвела такое сильное впечатление, что он оставил портретную живопись и вместо этого сосредоточился на пейзажных мотивах. Пейзажи этого периода в Согне характеризуются датским натурализмом, выдержанным в строгом, описательном стиле. На переход к пейзажной живописи повлияла также поездка в 1834 году в Тронхейм и Нордланд.
В Согне в 1835 году Боде познакомился со своим знаменитым соотечественником, профессором Юханом Кристианом Далем. Когда Даль увидел работы Боде, он предложил тому переехать в Дрезден. Боде принял приглашение и был учеником Даля в течение двух периодов, первый — с 1836 по 1839 гг. Там он встретил Каспара Давида Фридриха, который оказал на Боде сильное влияние.
В 1837 году Боде заболел глазной болезнью, из-за которой он был вынужден вернуться в Согн. В течение нескольких лет он бездействовал как художник, но в 1843 году Боде получил разрешение врача снова активно использовать глаза и получив грант на поездку от норвежского правительства, он той же осенью вернулся в Дрезден, где он снова был учеником Даля в период 1843—1845 годов. В 1846 году он переехал в Мюнхен, где вскоре заработал репутацию художника-пейзажиста, создавая виды своей родной страны и пейзажи её побережья, в основном изображенные с помощью эффектов лунного света. Хотя Боде был инвалидом, он работал в Мюнхене до самой своей смерти в 1879 году.
Кнуд был художником при дворе Швеции и членом Академии художеств в Стокгольме. Он написал несколько прекрасных портретов, особенно в молодые годы, в том числе портреты своих родителей (1836 г.). Помимо нескольких поездок в Согн и Хардангер, Боде много путешествовал по Германии.
Он также писал пейзажные сцены из Баварии , Саксонии, Тироля и Швейцарии. Боде представлен 52 картинами в Национальном музее искусства, архитектуры и дизайна в Осло, кроме того, в музее хранится множество акварелей и рисунков Боде. Работы Боде также можно найти в Новой пинакотеке в Мюнхене, Национальном музее в Стокгольме, Кунстхалле в Киле и в графических коллекциях Дрездена и Мюнхена.

## Избранные произведения

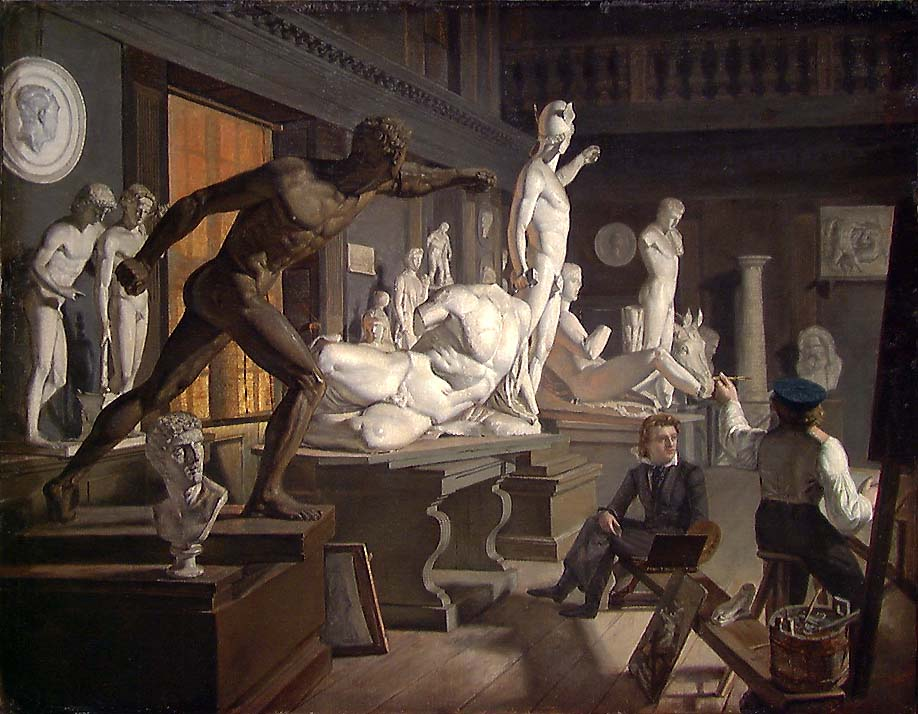
В Кунсткамере (Копенгаген)
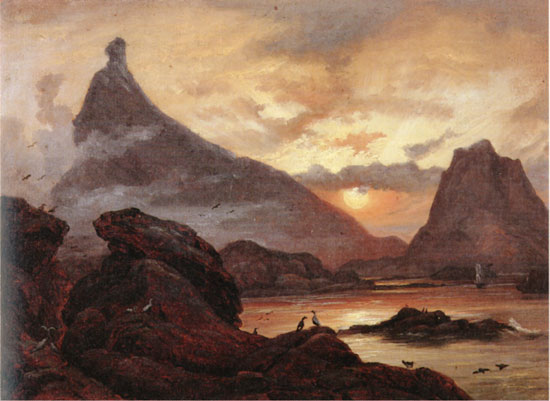
«Hestmona»
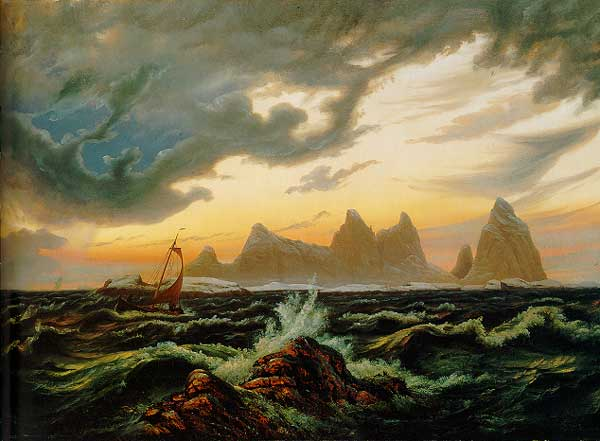
Трена в Нурланне
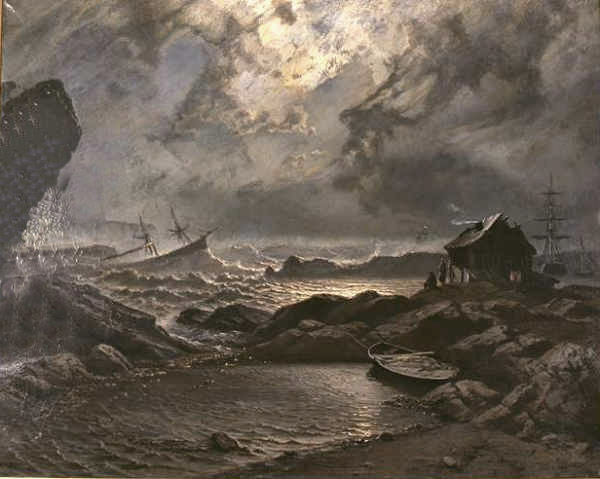
Бурная ночь, 1879

- Осло. Национальная галерея. Древесина в Северном Кысте
- Лондон. Музей Виктории и Альберта. Обломки корабля[3]
- Мюнхен. Пинакотека. Сцена из скандинавской мифологии
- Стокгольм. Национальный музей. Корабль при лунном свете